# Allium fuscum
Allium fuscum är en amaryllisväxtart som beskrevs av Franz de Paula Adam von Waldstein-Wartemberg och Pál Kitaibel. Allium fuscum ingår i släktet lökar, och familjen amaryllisväxter. Inga underarter finns listade i Catalogue of Life.